# Gerdej
Gerdej je priimek v Sloveniji, ki ga je po podatkih Statističnega urada Republike Slovenije na dan 1. januarja 2010 uporabljalo 93 oseb in je med vsemi priimki po pogostosti uporabe uvrščen na 4.654. mesto.

## Znani nosilci priimka
- Saša Gerdej, TV-voditeljica